# Ruca
Ruca är en kommun i departementet Côtes-d'Armor i regionen Bretagne i nordvästra Frankrike. Kommunen ligger i kantonen Matignon som tillhör arrondissementet Dinan. År 2022 hade Ruca 596 invånare.

## Befolkningsutveckling
Antalet invånare i kommunen Ruca
Referens:INSEE